# Local Security Authority Subsystem Service
Local Security Authority Subsystem Service (LSASS), em português Serviço do Subsistema de Autoridade de Segurança Local, é um processo nos sistemas operacionais Microsoft Windows que é responsável por impor a política de segurança no sistema. Ele verifica os usuários que se conectam a um computador ou servidor Windows, lida com alterações de senha e cria tokens de acesso. Ele também ecreve no log de segurança do Windows.
O encerramento forçado do processo lsass.exe resultará na perda de acesso do sistema a qualquer conta, incluindo o NT AUTHORITY, solicitando a reinicialização da máquina.
Como o lsass.exe é um arquivo de sistema crucial, seu nome costuma ser falsificado por malwares. O arquivo lsass.exe usado pelo Windows está localizado no diretório %WINDIR%\System32. Se estiver sendo executado de qualquer outro local, o lsass.exe provavelmente é um vírus, spyware, trojan ou worm. Devido à forma como alguns sistemas exibem as fontes, os desenvolvedores mal-intencionados podem nomear o arquivo como Isass.exe ("i" maiúsculo em vez de "L" minúsculo) na tentativa de induzir os usuários a instalar ou executar um arquivo malicioso em vez do arquivo de sistema confiável.
O worm de nome Sasser explora uma vulnerabilidade no LSASS em computadores instalados com o sistema Windows XP e Windows 2000. Este worm é particularmente poderoso pois ele se espalha sem a ajuda da interação humana, ao contrário da maioria dos worms, que são difundidos através de mensagens de e-mail, por exemplo.